# Región geográfica intermedia de Joinville
La región geográfica intermedia de Joinville es una de las siete regiones intermedias del estado brasileño de Santa Catarina y una de las 134 regiones intermediarias de Brasil, creadas por el Instituto Brasileño de Geografía y Estadística (IBGE) en 2017. Está compuesta por 25 municipios, distribuidos en tres regiones geográficas inmediatas.
Su población total estimada por el Instituto Brasileño de Geografía y Estadística (IBGE) para julio de 2018 era de 1 371 665 habitantes, distribuidos en una área total de 14 766.507 km².
Joinville es el municipio más poblado de la región intermedia, con 616 317 habitantes, en consonancia con el censo de 2022 del IBGE.
| Región geográfica inmediata   | Código | Municipios             |
| ----------------------------- | ------ | ---------------------- |
| Joinville                     | 420016 | Araquari               |
| Joinville                     | 420016 | Balneário Barra do Sul |
| Joinville                     | 420016 | Corupá                 |
| Joinville                     | 420016 | Garuva                 |
| Joinville                     | 420016 | Guaramirim             |
| Joinville                     | 420016 | Itapoá                 |
| Joinville                     | 420016 | Jaraguá do Sul         |
| Joinville                     | 420016 | Joinville              |
| Joinville                     | 420016 | Massaranduba           |
| Joinville                     | 420016 | São Francisco do Sul   |
| Joinville                     | 420016 | São João do Itaperiú   |
| Joinville                     | 420016 | Schroeder              |
| Mafra                         | 420017 | Bela Vista do Toldo    |
| Mafra                         | 420017 | Canoinhas              |
| Mafra                         | 420017 | Irineópolis            |
| Mafra                         | 420017 | Itaiópolis             |
| Mafra                         | 420017 | Mafra                  |
| Mafra                         | 420017 | Major Vieira           |
| Mafra                         | 420017 | Monte Castelo          |
| Mafra                         | 420017 | Papanduva              |
| Mafra                         | 420017 | Porto União            |
| Mafra                         | 420017 | Três Barras            |
| São Bento do Sul-Rio Negrinho | 420017 | Campo Alegre           |
| São Bento do Sul-Rio Negrinho | 420017 | Rio Negrinho           |
| São Bento do Sul-Rio Negrinho | 420017 | São Bento do Sul       |